# Bandera de Bonaire

Bandera de Bonaire.

La bandera de Bonaire tiene un gran triángulo azul que ocupa la mitad de la bandera, con un ángulo recto en la esquina inferior derecha. Tiene también un pequeño triángulo amarillo en la parte superior izquierda. Los triángulos son separados por una franja blanca, que contiene una brújula negra y una estrella roja de seis puntas. El azul y el amarillo de los triángulos representan el mar y el sol respectivamente, mientras que la franja blanca representa el cielo. El color rojo de la estrella significa la sangre, el poder de supervivencia de los bonairenses.
La porción amarilla también representa las flores que tiene la isla. La mayoría de las flores originarias de Bonaire es de color amarillo como el Kibrahacha, anglos y las flores de cactus.
El color blanco también representa la paz y el internacionalismo.
Los colores rojo, blanco y azul además muestran la lealtad para con el Reino de los Países Bajos. 
La brújula negra representa a la población de Bonaire, proveniente de todas partes del mundo. La estrella roja de seis puntas representa las seis islas originales de las Antillas Neerlandesas; San Martín, San Eustaquio, Saba, Aruba, Curazao, Bonaire.
Los bonairenses son personas con coraje. En tiempos difíciles del pasado en guerra, se embarcaron para mantener el transporte marítimo de petróleo proveniente de Venezuela. De estos marineros murieron alrededor del 80 % por ataques de submarinos. Por eso la parte azul es también un monumento a los valientes bonairenses.
La bandera ha estado en uso desde el 11 de diciembre de 1981.